# Sjundeå IF
Sjundeå Idrottsförening (kortare Sjundeå IF eller SIF) är en idrottsförening från Sjundeå, Finland. Föreningen, som grundades 1918 är indelad i två sektioner: handboll och friidrott.
Sjundeå IF är arrangör för den finska utomhushandbolls-turneringen Sjundeå Cup.

## Historia
Sjundeå Idrotts- och Skytteförening grundades den 21 juni 1918. Under de första decennierna stod skidning, orientering, friidrott samt från och med år 1933 även boboll på föreningens program.
Den första handbollsmatchen spelade Sjundeå IF år 1949. Speciellt skid- och friidrottssektionerna var framgångsrika på 1950-talet. I början av 1950-talet utökades föreningens utbud med tyngdlyftning. Under slutet av 1950-talet och under hela 1960-talet fick handbollen ett allt starkare fotfäste som gren i föreningen, samtidigt som skidning och speciellt orientering började tappa terräng. SIF spelade i handbollens mästerskapsserie år 1960 och 1965 men bägge gångerna handlade det om ettåriga fenomen.
Sjundeå Idrottsförenings orienterare gick över till den nygrundade föreningen OK Orren år 1979. Året därpå följde skidåkarna orienterarnas exempel genom att ansluta sig till IK Trissan. Sedan dess har Sjundeå Idrottsförening haft två sektioner; handboll och friidrott. Från och med 1988 håller SIF elitklass i friidrottsföreningarnas ranking. Också inom handboll hör SIF till Finlands bästa föreningar under 1990- och 2000-talet.
Sjundeå IF är Sjundeås största folkrörelse. Nästan hälften av kommunens barn och ungdomar är med i verksamheten.

## Handboll
Sjundeå IF damer och herrar spelar handboll i FM-serien. Dessutom har föreningen juniorklasser i nästan alla åldersgrupper.
| FM-medaljer herrar: 1980: Silver 1981: Guld 1982: Guld 1983: Silver 1984: Silver 1985: Silver 1986: Silver 1988: Brons 1990: Guld 1991: Silver 1992: Brons 2002: Brons 2003: Brons 2005: Guld 2006: Silver 2008: Brons 2009: Brons 2011: Brons 2014: Brons | FM-medaljer damer: 1976: Guld 1977: Guld 1978: Guld 1979: Guld 1980: Silver 2000: Brons 2004: Brons 2005: Brons 2006: Silver 2008: Silver 2010: Silver 2011: Brons 2014: Brons |

## Friidrott
Sjundeå IF har över 125 registrerade friidrottare. Bland annat Mårten Boström och Obed Kipkurui representerar föreningen.